# Chí Minh (phường)
Chí Minh là một phường thuộc thành phố Chí Linh, tỉnh Hải Dương, Việt Nam.

## Địa lý
Phường Chí Minh nằm ở phía nam thành phố Chí Linh, có vị trí địa lý:
- Phía đông giáp phường Thái Học
- Phía tây giáp phường Văn An
- Phía nam giáp phường Tân Dân
- Phía bắc giáp phường Sao Đỏ.

Phường Chí Minh có diện tích 11,47 km², dân số năm 2010 là 9.131 người, mật độ dân số đạt 796 người/km².

## Lịch sử
Sau năm 1975, Chí Minh là một xã thuộc huyện Chí Linh.
Ngày 12 tháng 2 năm 2010, Chính phủ ban hành Nghị quyết 09/NQ-CP thành lập phường Chí Minh thuộc thị xã Chí Linh trên cơ sở toàn bộ diện tích và dân số của xã Chí Minh.
Ngày 10 tháng 1 năm 2019, Ủy ban Thường vụ Quốc hội ban hành Nghị quyết 623/NQ-UBTVQH14 thành lập thành phố Chí Linh trên cơ sở toàn bộ diện tích và dân số của thị xã Chí Linh. Phường Chí Minh thuộc thành phố Chí Linh như hiện nay.